# Halowe Mistrzostwa Świata w Lekkoatletyce 2006
11. Halowe Mistrzostwa Świata w Lekkoatletyce – zawody sportowe, które rozgrywane były w dniach 10-12 marca 2006 w Moskwie w Kompleksie Olimpijskim.

## Rezultaty

### Mężczyźni
| Konkurencja                           | 1. miejsce | Wynik   | 2. miejsce | Wynik   | 3. miejsce | Wynik   |
| ------------------------------------- | --- | ------- | --- | ------- | --- | ------- |
| Bieg na 60 m (szczegóły)              | Leonard Scott | 6,50 =  | Andriej Jepiszyn                                                                                               | 6,52    | Terrence Trammell                                                                                                | 6,54    |
| Bieg na 400 m (szczegóły)             | Alleyne Francique | 45,54   | California Molefe                                                                                              | 45,75   | Chris Brown | 45,78   |
| Bieg na 800 m (szczegóły)             | Wilfred Bungei | 1:47,15 | Mbulaeni Mulaudzi                                                                                              | 1:47,16 | Jurij Borzakowski                                                                                                | 1:47,38 |
| Bieg na 1500 m (szczegóły)            | Iwan Heszko | 3:42,08 | Daniel Kipchirchir Komen                                                                                       | 3:42,55 | Elkanah Angwenyi                                                                                                 | 3:42,98 |
| Bieg na 3000 m (szczegóły)            | Kenenisa Bekele | 7:39,32 | Saif Saaeed Shaheen                                                                                            | 7:41,28 | Eliud Kipchoge                                                                                                   | 7:42,58 |
| Bieg na 60 m przez płotki (szczegóły) | Terrence Trammell | 7,43    | Dayron Robles                                                                                                  | 7,46    | Dominique Arnold                                                                                                 | 7,52    |
| Sztafeta 4 × 400 m (szczegóły)        | Stany Zjednoczone Tyree Washington · LaShawn Merritt · Milton Campbell · Wallace Spearmon · James Davis · O. J. Hogans | 3:03,24 | Polska Daniel Dąbrowski · Marcin Marciniszyn · Rafał Wieruszewski · Piotr Klimczak · Paweł Ptak · Piotr Kędzia | 3:04,67 | Rosja Konstantin Swieczkar · Aleksandr Dieriewiagin · Jewgienij Lebiediew · Dmitrij Pietrow · Andriej Połukiejew | 3:06,91 |
| Skok wzwyż (szczegóły)                | Jarosław Rybakow | 2,37    | Andriej Tierieszyn                                                                                             | 2,35    | Linus Thörnblad                                                                                                  | 2,33    |
| Skok o tyczce (szczegóły)             | Brad Walker | 5,80    | Alhaji Jeng | 5,70    | Tim Lobinger | 5,60    |
| Skok w dal (szczegóły)                | Ignisious Gaisah | 8,30    | Irving Saladino                                                                                                | 8,29    | Andrew Howe | 8,19    |
| Trójskok (szczegóły)                  | Walter Davis | 17,73   | Jadel Gregório                                                                                                 | 17,56   | Yoandri Betanzos                                                                                                 | 17,42   |
| Pchnięcie kulą (szczegóły)            | Reese Hoffa | 22,11   | Joachim Olsen                                                                                                  | 21,16   | Pawieł Sofjin | 20,68   |
| Siedmiobój (szczegóły)                | André Niklaus | 6192    | Bryan Clay | 6187    | Roman Šebrle | 6161    |

Startujący w konkurencji pchnięcia kulą reprezentant Białorusi Andrej Michniewicz został zdyskwalifikowany za stosowanie dopingu. Tym samym anulowano mu wszystkie rezultaty, jak również odebrano zdobyty w tej konkurencji srebrny medal.

### Kobiety
| Konkurencja                           | 1. miejsce | Wynik   | 2. miejsce                                                                               | Wynik   | 3. miejsce                                                                 | Wynik   |
| ------------------------------------- | --- | ------- | ---------------------------------------------------------------------------------------- | ------- | -------------------------------------------------------------------------- | ------- |
| Bieg na 60 m (szczegóły)              | Me’Lisa Barber | 7,01    | Lauryn Williams                                                                          | 7,01    | Kim Gevaert                                                                | 7,11    |
| Bieg na 400 m (szczegóły)             | Olesia Krasnomowiec | 50,04   | Wanja Stambołowa                                                                         | 50,21   | Christine Amertil                                                          | 50,34   |
| Bieg na 800 m (szczegóły)             | Maria Mutola | 1:58,90 | Kenia Sinclair                                                                           | 1:59,54 | Hasna Benhassi                                                             | 2:00,34 |
| Bieg na 1500 m (szczegóły)            | Julija Cziżenko | 4:04,70 | Jelena Sobolewa                                                                          | 4:05,21 | Maryam Yusuf Jamal                                                         | 4:05,53 |
| Bieg na 3000 m (szczegóły)            | Meseret Defar | 8:38,80 | Lilija Szobuchowa                                                                        | 8:42,18 | Lidia Chojecka                                                             | 8:42,59 |
| Bieg na 60 m przez płotki (szczegóły) | Derval O’Rourke | 7,84    | Glory Alozie                                                                             | 7,86    | Susanna Kallur                                                             | 7,87    |
| Sztafeta 4 × 400 m (szczegóły)        | Rosja Tatjana Lewina · Natalja Nazarowa · Olesia Krasnomowiec · Natalja Antiuch · Julija Guszczina · Tatjana Wieszkurowa | 3:24,91 | Stany Zjednoczone Debbie Dunn · Tiffany Ross · Monica Hargrove · Mary Danner · Kia Davis | 3:28,63 | Białoruś Natałla Sałahub · Hanna Kazak · Juljana Żałniaruk · Iłona Usowicz | 3:28,65 |
| Skok wzwyż (szczegóły)                | Jelena Slesarienko | 2,02    | Blanka Vlašić                                                                            | 2,00    | Ruth Beitia                                                                | 1,98    |
| Skok o tyczce (szczegóły)             | Jelena Isinbajewa | 4,80    | Anna Rogowska                                                                            | 4,75    | Swietłana Fieofanowa                                                       | 4,70    |
| Skok w dal (szczegóły)                | Tianna Madison | 6,80    | Naide Gomes                                                                              | 6,76    | Concepción Montaner                                                        | 6,76    |
| Trójskok (szczegóły)                  | Tatjana Lebiediewa | 14,95   | Anna Piatych                                                                             | 14,93   | Yamilé Aldama                                                              | 14,86   |
| Pchnięcie kulą (szczegóły)            | Natalla Charanieka | 19,84   | Nadine Kleinert                                                                          | 19,64   | Olga Riabinkina                                                            | 19,24   |
| Pięciobój (szczegóły)                 | Ludmyła Błonśka | 4685    | Karin Ruckstuhl                                                                          | 4607    | Olga Lewienkowa                                                            | 4579    |

Startująca w konkurencji skoku w dal reprezentantka Rosji Tatjana Kotowa została zdyskwalifikowana za stosowanie dopingu. Tym samym anulowano jej wszystkie rezultaty, jak również odebrano zdobyty w tej konkurencji złoty medal.

## Klasyfikacja medalowa
*   Gospodarz ( Rosja)
| Miejsce | Reprezentacja     | Złoto | Srebro | Brąz | Razem |
| ------- | ----------------- | ----- | ------ | ---- | ----- |
| 1       | Stany Zjednoczone | 8     | 3      | 2    | 13    |
| 2       | Rosja*            | 7     | 5      | 6    | 18    |
| 3       | Ukraina           | 2     | 0      | 0    | 2     |
| 3       | Etiopia           | 2     | 0      | 0    | 2     |
| 5       | Kenia             | 1     | 1      | 2    | 4     |
| 6       | Niemcy            | 1     | 1      | 1    | 3     |
| 7       | Białoruś          | 1     | 0      | 1    | 2     |
| 8       | Grenada           | 1     | 0      | 0    | 1     |
| 8       | Mozambik          | 1     | 0      | 0    | 1     |
| 8       | Ghana             | 1     | 0      | 0    | 1     |
| 8       | Irlandia          | 1     | 0      | 0    | 1     |
| 12      | Polska            | 0     | 2      | 1    | 3     |
| 13      | Szwecja           | 0     | 1      | 2    | 3     |
| 13      | Hiszpania         | 0     | 1      | 2    | 3     |
| 15      | Kuba              | 0     | 1      | 1    | 2     |
| 16      | Chorwacja         | 0     | 1      | 0    | 1     |
| 16      | Holandia          | 0     | 1      | 0    | 1     |
| 16      | Katar             | 0     | 1      | 0    | 1     |
| 16      | Portugalia        | 0     | 1      | 0    | 1     |
| 16      | Bułgaria          | 0     | 1      | 0    | 1     |
| 16      | Panama            | 0     | 1      | 0    | 1     |
| 16      | Jamajka           | 0     | 1      | 0    | 1     |
| 16      | Dania             | 0     | 1      | 0    | 1     |
| 16      | Brazylia          | 0     | 1      | 0    | 1     |
| 16      | Południowa Afryka | 0     | 1      | 0    | 1     |
| 16      | Botswana          | 0     | 1      | 0    | 1     |
| 27      | Bahamy            | 0     | 0      | 2    | 2     |
| 28      | Czechy            | 0     | 0      | 1    | 1     |
| 28      | Bahrajn           | 0     | 0      | 1    | 1     |
| 28      | Belgia            | 0     | 0      | 1    | 1     |
| 28      | Włochy            | 0     | 0      | 1    | 1     |
| 28      | Sudan             | 0     | 0      | 1    | 1     |
| 28      | Maroko            | 0     | 0      | 1    | 1     |
| Razem   | Razem             | 26    | 26     | 26   | 78    |